# Canal de Fornasa

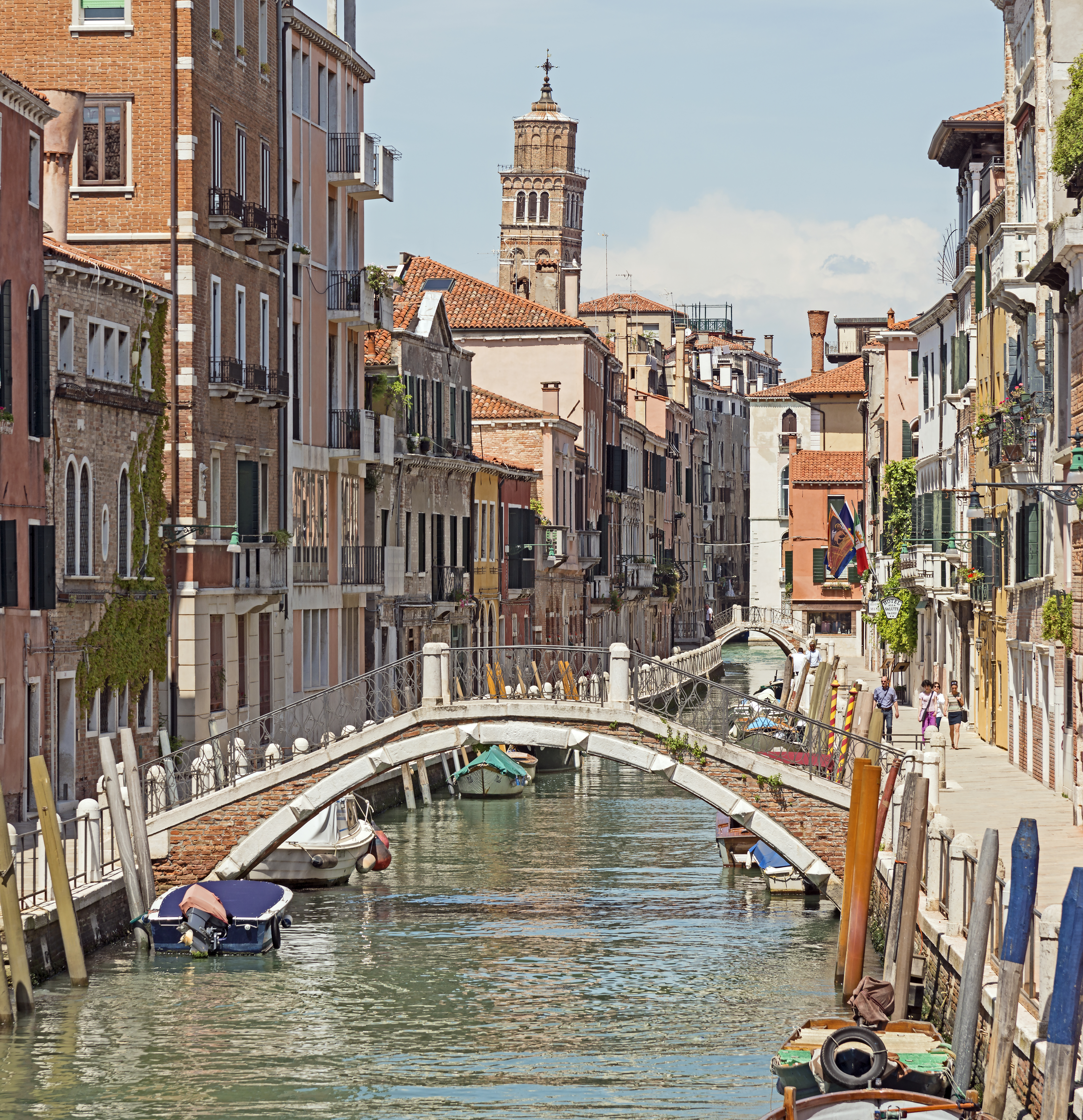
Canal de Fornasa.

El canal de Fornasa (en italiano, rio de la Fornasa) es un canal de Venecia, Italia, que está situado en el sestiere de Dorsoduro. También es conocido como Canal de San Gregorio (rio di San Gregorio).
Su longitud es de unos 150 metros. 
Comunica entre sí el Canal de Giudecca y el Gran Canal.
Tiene tres puentes, el San Gregorio, el Santi y el Ca' Balà.